# 星周包層
星周包層是恆星的一部分，具有大致球形的形狀，但不會受到重力吸引到恆星的核心。通常星周包層形成於稠密的恆星風或出現在恆星形成之前。老年恆星的星周包層最終將會演變成原行星雲，而初期恆星體的星周包塵會發展成為星周盤。

## 星周包塵的類型
- AGB恆星的星周包層
- 環繞著初期恆星體的星周包層